# Случай с Кэш и Лэндрумами
Инцидент Кэш-Лэндрум — случай наблюдения НЛО, якобы произошедший 29 декабря 1980 года неподалёку от города Хьюстон, штат Техас, США. Сообщается о пострадавших

## Наблюдение НЛО

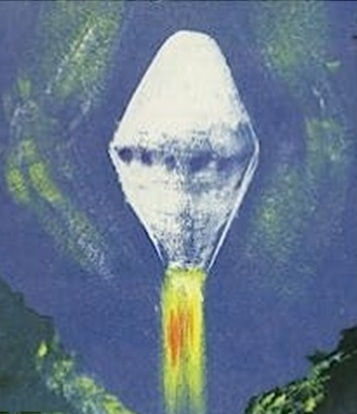
Зарисовка НЛО

Вечером 29 декабря 1980 г. владелица ресторана Бетти Кэш (англ. Betty Cash) решила ознакомиться с недавно открывшимся в городе Дейтон, штат Техас, рестораном. Вместе с Викки Лэндрум (англ. Wicky Landrum) и её 7-летним внуком Колби (англ. Colby), Бетти отправилась на автомобиле в Дейтон через сосновый лес. С их слов, примерно в 9 часов вечера они заметили в небе неустановленный светящийся предмет, который быстро спустился на высоту деревьев и завис над дорогой на расстоянии приблизительно 135 футов (чуть более 40 метров) от них.
Насчёт внешнего вида объекта показания очевидцев расходятся. По мнению Кэш, он представлял собой бесформенный источник яркого света. Викки утверждала, что объект был продолговатым, закруглённым сверху и заострённым снизу. Колби сообщал, что объект имел форму бриллианта, испускал пламя из нижней части корпуса и испускал звуки, напоминающие шум форсунки. Также иногда, якобы, был слышен рёв и прерывистый свист. От объекта исходил жар.
Очевидцы выбрались из автомобиля, чтобы рассмотреть объект. Колби, испугавшись, попросил Бетти и Викки вернуться. С их слов, машина нагрелась настолько сильно, что Кэш не смогла прикоснуться к дверце. Ей пришлось открывать дверь, прикасаясь к ней через полу жакета. Накалившись, обручальное кольцо обожгло ей палец.
Объект начал удаляться от очевидцев, но Кэш и Бэтти проследовали за ним на машине. Вскоре они заметили приблизительно 23 двухвинтовых вертолёта. Вертолёты держались от объекта на расстоянии не ближе 1200 метров.
Кэш и Бэтти останавливались ещё несколько раз, чтобы рассмотреть НЛО и вертолёты. В 21:50 они вернулись домой.
Очевидцы сообщали, что через несколько часов после возвращения у них было плохое самочувствие: Колби обнаружил ожог на лице, а у своей бабушки — неизвестные следы на ногтях и временное выпадение волос. У обоих было жжение в глазах и пузыри, как при сильном загаре.
Бетти сообщала, что первые 4 дня наблюдались следующие симптомы: сильные головные боли, тошнота, рвота, понос, боли в шее, волдыри на голове, из которых выливалась прозрачная жидкость, выпадение волос. С её слов, хоть она и поступила в больницу Паркуэй (Хьюстон) как жертва ожога, врачи не смогли поставить ей диагноз. За 2 месяца Бетти потратила на лечение 10 000 долл. У неё развился рак молочной железы, из-за чего ей пришлось прибегнуть к мастэктомии. Также наблюдалась неподдающаяся лечению потеря зрения.
По некоторым мнениям, описанные симптомы соответствуют «радарной травме».

## Судебный процесс
Бетти Кэш и Викки Лэндрум решили, что наблюдавшийся ими объект, который сопровождали военные вертолёты, является собственностью ВВС США, и подали иск к правительству Соединённых Штатов Америки на сумму в $ 20 000 000. Процесс происходил в окружном суде Хьюстона и длился несколько лет. На нём присутствовали представители НАСА, ВВС, армии и флота.
В августе 1986 судья Росс Стерлинг прекратил процесс, сославшись на отсутствие у вооружённых сил летательного аппарата, похожего на НЛО, наблюдавшийся Кэш и Лэндрумами. Как сообщали участвовавшие в расследовании уфологи, сотрудники НАСА Джон Шусслер и доктор Алан Холт британскому, «судья… признал показания экспертов достаточным основанием для прекращения дела. Это значит, что он не пожелал встретиться с Бетти Кэш, Викки и Колби Лэндрум и заслушать показания, которые они хотели представить через своих адвокатов».
Шусслер отметил, что свидетельства о вертолётах были фактически проигнорированы; хоть они были опознаны как вертолёты марки «Chinook CH-47», ни одно ведомство не признало их своими, а армия отрицала возможность их появления возле Дейтона в декабре 1980 г.
Высказывалось предположение, что очевидцы наблюдали проходящий испытание космический челнок с ядерной силовой установкой в рамках проекта «Сноуберд», но оно не подтвердилось.